# Euphoria insignis
Euphoria insignis är en skalbaggsart som beskrevs av Thomas Casey 1915. Euphoria insignis ingår i släktet Euphoria och familjen Cetoniidae. Inga underarter finns listade i Catalogue of Life.